# Дорохово (станция)
До́рохово — железнодорожная станция Белорусского направления МЖД в посёлке Дорохово Рузского городского округа Московской области. Относится к Московско-Смоленскому региону МЖД. По характеру основной работы является промежуточной, по объёму выполняемой работы отнесена к 4-му классу.
На станции одна пассажирская платформа берегового типа и одна пассажирская платформа островного типа. Вокзал располагается к северу от путей, переход от него к платформам осуществляется по пешеходному мосту. Не оборудована турникетами. Основная часть посёлка — с северной стороны от железной дороги. С западной стороны расположен пешеходный настил. В 1 км к востоку был расположен переезд Большого Московского кольца через железнодорожные пути. 14 декабря 2016 года взамен переезда открыт новый путепровод, позволивший избежать «пробок».
От восточной горловины станции отходит подъездной путь к Дороховской нефтебазе (законсервирован). Ранее существовал куст подъездных путей общей протяжённостью более 3 километров к городским промышленным предприятиям — домостроительному комбинату, стекольному заводу и складу минеральных удобрений. После того, как в конце 1980-х предприятия пришли в упадок, подъездные пути были заброшены и в конце 2010-х годов почти разобраны. В 2025 подъездной путь восстановлен для обслуживания складов фирмы "ЦСК".
Время движения от Белорусского вокзала — около 1 часа 35 минут (около 1 часа 10 минут на поезде Регион-Экспресс).
Станция Дорохово до 1914 года называлась станция Шелковка. Переименована в связи со столетней годовщиной Отечественной войны 1812 года. Названа в честь генерала Дорохова, освободившего от французов город Верею недалеко от Дорохово. До 1960 года посёлок Дорохово относился к Верейскому району, впоследствии упразднённому.